# Politieke Vleugel van de FAL
De Politieke Vleugel van de FAL (PVF) is een Surinaamse sociaaldemocratische partij die werd opgericht op 28 mei 1995 door aanhangers en leden van de Federatie van Agrariërs en Landarbeiders (FAL). De federatie heette eerst de Federatie van Arme Landbouwers en de naam werd gewijzigd toen de organisatie groeide van eerst landbouwers naar later ook arbeiders en organisaties op het platteland. De PVF werd opgericht om de belangen van de doelgroep politiek te kunnen behartigen.

## 1996
In 1996 vormde de PVF onder de naam Alliantie een politieke alliantie waarmee de Surinaamse verkiezingen in werd gegaan. De andere deelnemende politieke partijen waren de Democratische Partij, de Hernieuwde Progressieve Partij (HPP) en de Progressieve Surinaamse Volkspartij. De Alliantie behaalde tijdens deze verkiezingen drie zetels in De Nationale Assemblée (DNA), waaronder een zetel voor de PVF. Nadat de PVF met de HPP besloten deel te nemen aan de regeringscoalitie van Jules Wijdenbosch, hield de Alliantie op te bestaan door interne strubbelingen. Beide partijen stapten een jaar later uit de regering uit omdat ze het oneens waren over het beleid van de regering. Later voerden ze actief actie vanuit DNA tegen de regering om vervroegde verkiezingen af te dwingen.

## 2000
De PVF ging in 2000 alleen de verkiezingen in en behaalde toen twee zetels.

## 2005
In 2005 werkte de PVF samen in de alliantie A1-Combinatie, samen met de Democraten van de 21ste eeuw (D21), het Democratisch Alternatief 91, Trefpunt 2000 en de Amazone Partij Suriname. De PVF behaalde twee van de drie zetels van de alliantie. Na een paar jaar stapte D21 uit de alliantie en kwam Pendawa Lima er voor in de plaats. Na de verkiezingen ontstond er een breuk omdat de PVF niet op een lijn kon komen met DA'91 om samen te werken met Nieuw Front. DA'91 trad toe tot de regering en de PVF en de rest van de alliantie bleef daardoor in de oppositie.

## 2010
De PVF wilde in 2010 opnieuw aan de verkiezingen meedoen binnen de A1 Combinatie. Die bestond op dat moment uit de PVF,  Pendawa Lima en Trefpunt 2000. De samenwerking kwam niet van de grond en de partijen gingen vervolgens hun eigen weg.
De PVF hield op 20 februari 2010 een partijcongres om een nieuw bestuur te kiezen. Jiwan Sital, de leider sinds de oprichting, stelde zich niet meer verkiesbaar, omdat hij ondanks veel lof vond dat hij te weinig had bereikt. Met consensus werd gekozen voor opvolging door de ondervoorzitter Soedeschand Jairam.
De PVF tekende op 12 maart voor de samenwerking met de Basispartij voor Vernieuwing en Democratie (BVD). Samen gingen ze de verkiezingen in als de alliantie BVD/PVF Combinatie. De verkiezingsuitslagen werden een teleurstelling, met voor geen van de beide partijen een zetel in De Nationale Assemblée.

## 2015
In januari 2015 tekende de PVF een samenwerkingsovereenkomst met de Nationale Partij Suriname (NPS) voor de periode tot de verkiezingen van 2020. Overeengekomen werd dat de PVF onder de paraplu van de NPS de verkiezingen in zou gaan, terwijl de NPS bepaalde dat dit niet de samenwerking in de weg mocht staan met de andere leden van de alliantie V7.